# La Ròcha d'en Renhièr
Roche-en-Régnier és un municipi francès situat al departament de l'Alt Loira i a la regió d'Alvèrnia-Roine-Alps. L'any 2007 tenia 481 habitants.

## Demografia

### Població
El 2007 la població de fet de Roche-en-Régnier era de 481 persones. Hi havia 204 famílies de les quals 53 eren unipersonals (16 homes vivint sols i 37 dones vivint soles), 82 parelles sense fills, 61 parelles amb fills i 8 famílies monoparentals amb fills.
La població ha evolucionat segons el següent gràfic:
Habitants censats

### Habitatges
El 2007 hi havia 445 habitatges, 202 eren l'habitatge principal de la família, 213 eren segones residències i 30 estaven desocupats. 424 eren cases i 15 eren apartaments. Dels 202 habitatges principals, 174 estaven ocupats pels seus propietaris, 25 estaven llogats i ocupats pels llogaters i 3 estaven cedits a títol gratuït; 8 tenien dues cambres, 18 en tenien tres, 57 en tenien quatre i 118 en tenien cinc o més. 164 habitatges disposaven pel capbaix d'una plaça de pàrquing. A 95 habitatges hi havia un automòbil i a 82 n'hi havia dos o més.

### Piràmide de població
La piràmide de població per edats i sexe el 2009 era:
| Homes | Edats   | Dones |
| ----- | ------- | ----- |
| 0     | 95 o +  | 0     |
| 0     | 90 a 94 | 0     |
| 0     | 85 a 89 | 4     |
| 4     | 80 a 84 | 8     |
| 12    | 75 a 79 | 12    |
| 8     | 70 a 74 | 4     |
| 24    | 65 a 69 | 16    |
| 20    | 60 a 64 | 24    |
| 20    | 55 a 59 | 20    |
| 16    | 50 a 54 | 12    |
| 4     | 45 a 49 | 12    |
| 16    | 40 a 44 | 20    |
| 4     | 35 a 39 | 4     |
| 16    | 30 a 34 | 4     |
| 16    | 25 a 29 | 16    |
| 32    | 20 a 24 | 12    |
| 12    | 15 a 19 | 0     |
| 4     | 10 a 14 | 4     |
| 8     | 5 a 9   | 20    |
| 8     | 0 a 4   | 4     |

## Economia
El 2007 la població en edat de treballar era de 276 persones, 174 eren actives i 102 eren inactives. De les 174 persones actives 166 estaven ocupades (102 homes i 64 dones) i 7 estaven aturades (1 home i 6 dones). De les 102 persones inactives 46 estaven jubilades, 12 estaven estudiant i 44 estaven classificades com a «altres inactius».

### Ingressos
El 2009 a Roche-en-Régnier hi havia 215 unitats fiscals que integraven 477 persones, la mediana anual d'ingressos fiscals per persona era de 13.131 €.

### Activitats econòmiques
Dels 17 establiments que hi havia el 2007, 2 eren d'empreses extractives, 1 d'una empresa de fabricació d'altres productes industrials, 5 d'empreses de construcció, 1 d'una empresa de comerç i reparació d'automòbils, 3 d'empreses d'hostatgeria i restauració, 1 d'una empresa financera, 1 d'una empresa immobiliària, 2 d'empreses de serveis i 1 d'una entitat de l'administració pública.
Dels 7 establiments de servei als particulars que hi havia el 2009, 1 era un paleta, 2 guixaires pintors, 1 lampisteria, 2 restaurants i 1 agència immobiliària.
L'any 2000 a Roche-en-Régnier hi havia 36 explotacions agrícoles que ocupaven un total de 1.161 hectàrees.

## Equipaments sanitaris i escolars
El 2009 hi havia una escola elemental.

## Poblacions més properes
El següent diagrama mostra les poblacions més properes.